# Rocinha
Rocinha é uma favela localizada na Zona Sul do município do Rio de Janeiro, no Brasil. Destaca-se por ser a favela mais populosa do país, contando com cerca de 72 021 habitantes, segundo o Censo 2022 do Instituto Brasileiro de Geografia e Estatística (IBGE). É considerada a segunda maior favela da América Latina, atrás apenas da comunidade de Petare, que está localizada na cidade de Petare, na Região Metropolitana de Caracas, na Venezuela.
A região passou a ser considerada um bairro e foi delimitada pela Lei Nº 1 995 de 18 de junho de 1993, com alterações nos limites dos bairros da Gávea, Vidigal e São Conrado. O nome advém de uma fazenda, uma "roça" que, na década de 1920, foi tomada pela expansão da mancha urbana. Em 1927, a região foi loteada por Castro Guidas & Cia. A Rocinha foi crescendo sem nenhuma regularização dos terrenos. Em 1970, a favela possuía 130 mil habitantes, de acordo com o Instituto Brasileiro de Geografia e Estatística (IBGE), sendo apelidada como a maior comunidade sul-americana.
Localiza-se entre os bairros da Gávea, São Conrado (dois dos bairros com o Imposto Predial e Territorial Urbano [IPTU] mais alto da cidade) e Vidigal. A proximidade entre as residências de classe alta dos dois primeiros bairros e as de classe baixa da Rocinha marca um profundo contraste urbano na paisagem da região, o que é, frequentemente, citado como um símbolo da desigualdade social do Brasil. Seu índice de desenvolvimento humano (IDH) no ano 2000 era de 0,732, o 120º colocado entre 126 regiões analisadas no município do Rio de Janeiro.

## História

### Origem
A comunidade teve origem na divisão em chácaras da antiga Fazenda Quebra-cangalha, produtora de café. Adquiridas por imigrantes portugueses e espanhóis, tornaram-se, por volta da década de 1930, um centro fornecedor de hortaliças para a feira da Praça Santos Dumont, na Gávea, que abastecia a Zona Sul da cidade. Aos moradores mais curiosos sobre a origem dos produtos, os vendedores informavam que provinham de uma "rocinha" instalada no alto do bairro da Gávea.

### Expansão

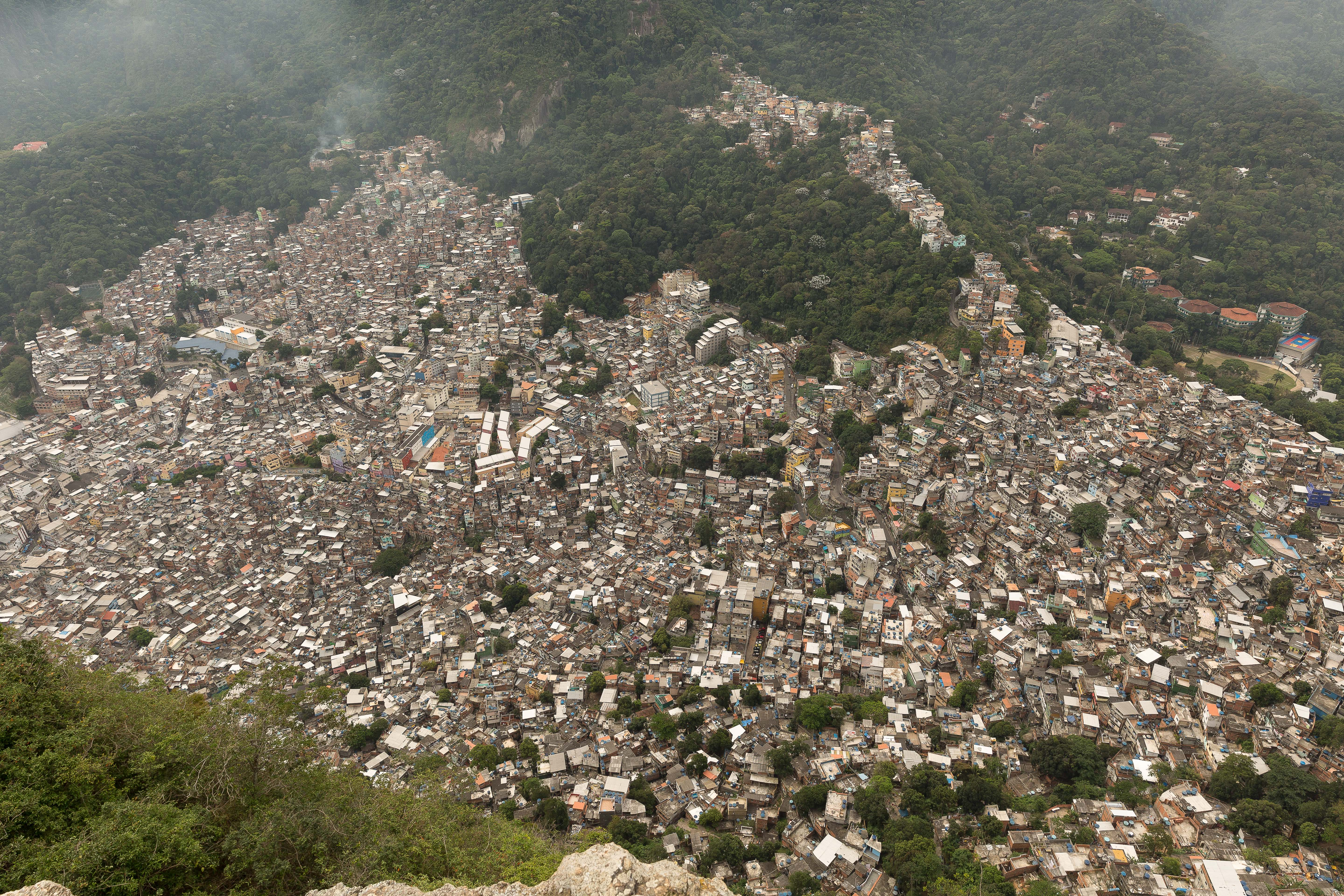
Vista aérea da favela da Rocinha

Na década de 1940, acelerou-se o processo de ocupação por pessoas que acreditavam serem aquelas terras públicas, isto é, sem dono. A partir da década de 1950, houve um aumento de migração de nordestinos para o Rio de Janeiro, direcionando-se em parte para a Rocinha. Nas décadas de 1960 e de 1970, registrou-se um novo surto de expansão, agora devido aos projetos de abertura dos túneis Rebouças e Dois Irmãos, que contribuíram para uma maior oferta de empregos na região.
O descaso do governo para com a comunidade, a falta de infraestrutura, a construção de barracos de papelão, a degradação de áreas verdes, o crescimento desordenado, a distribuição de água através de bicas, entre outros problemas, provocou grande indignação, reivindicações e abaixo-assinados da população, que se organizou, engajando-se em muitos protestos em prol da comunidade. O bairro é um dos principais focos de tuberculose do país, apresentando uma taxa de incidência da doença de 372 casos por 100 000 habitantes. Esta taxa é 11 vezes maior que a média do país. A alta concentração da doença no bairro apresenta várias causas, comoː as ruas estreitas, que dificultam a penetração de luz solar e a ventilação nas casas; a elevada densidade populacional; a pobreza; e a falta de saneamento básico. Todos esses elementos estimulam a proliferação da bactéria causadora da doença.
A partir da década de 1970, a comunidade obteve os primeiros progressos, resultado das reivindicações ao poder público, como a implantação de creches, escolas, jornal local, passarela, canalização de valas, agência de correios, etc. O primeiro posto de saúde foi criado em 1982, com muito esforço dos moradores, através da iniciativa do padre local, que ofertou, à comunidade, um presente de natal.[carece de fontes?] Os moradores mobilizaram-se para promover a canalização do valão e, por conseguinte, criou-se o posto de saúde. Nesse processo, algumas famílias que habitavam o valão foram deslocadas para o Laboriaux, no qual havia 75 casas construídas pela prefeitura, sendo que duas destas foram unidas para a instalação da Creche Yacira Frasão.
Em 2010, o bairro ganhou uma passarela de pedestres, a Passarela da Rocinha, projetada pelo arquiteto Oscar Niemeyer e que liga a favela ao complexo esportivo, situado no outro lado da autoestrada Lagoa-Barra. Também recebeu intervenções urbanísticas realizadas pelo arquiteto Jorge Mario Jáuregui

### Narcotráfico e violência policial

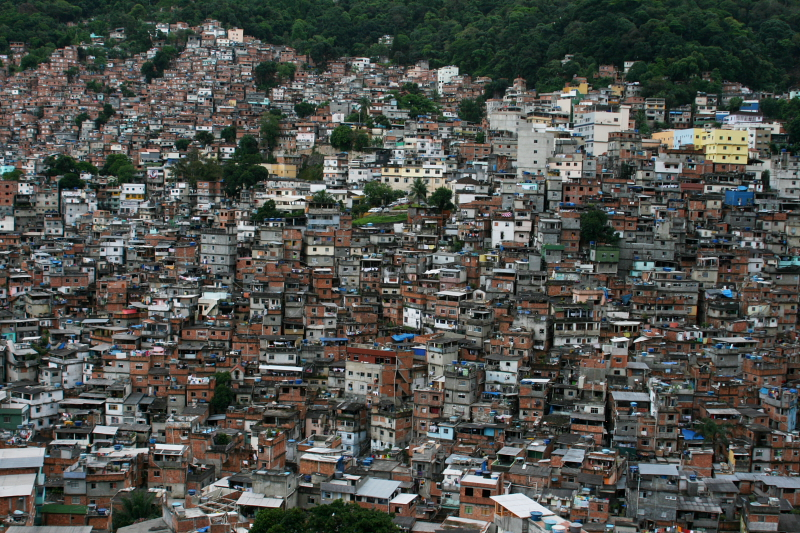
Vista aérea da favela

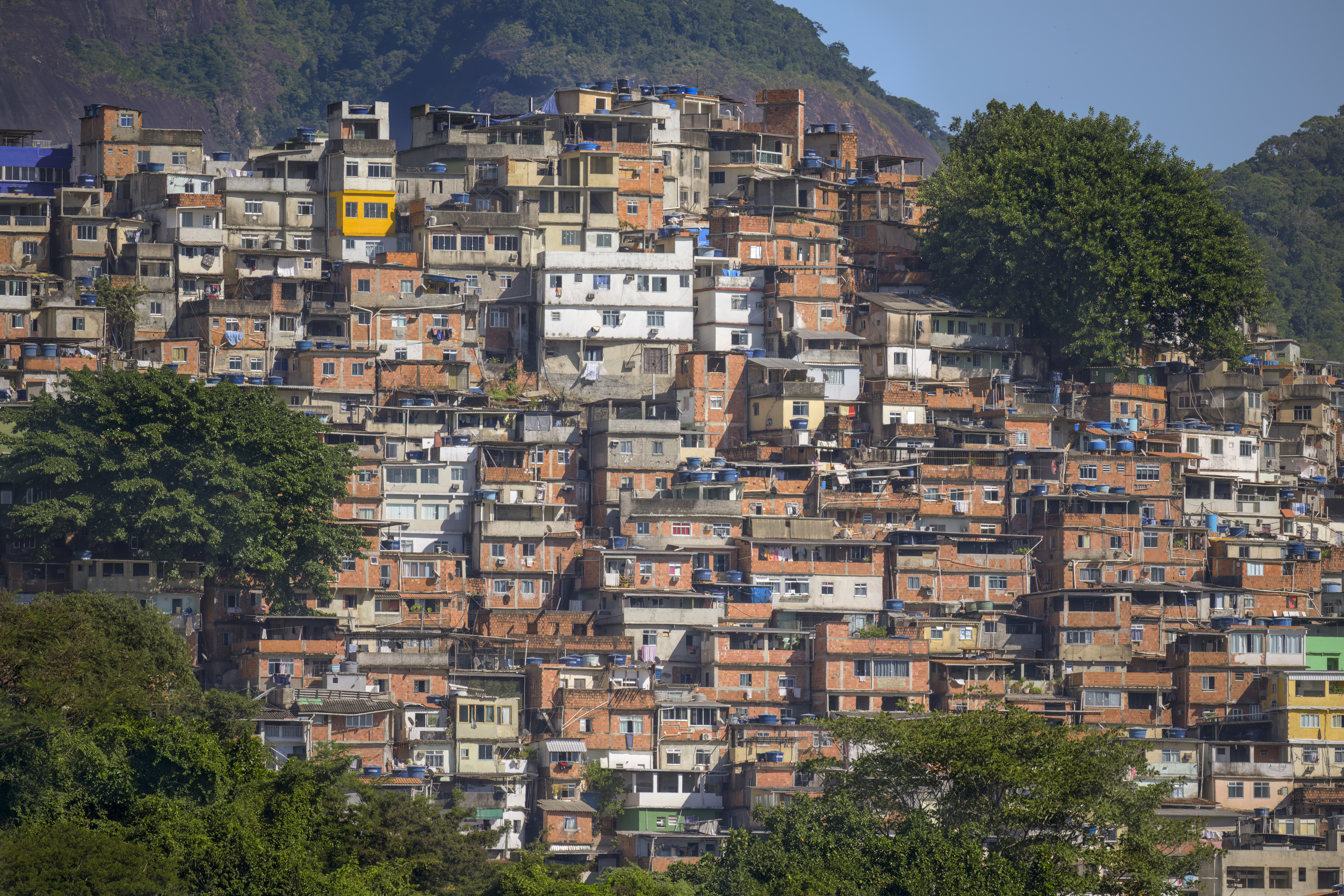
Visão de perto do estilo de construção

No dia 13 de novembro de 2011, a Rocinha foi cenário de uma grande operação conduzida pelas Forças Armadas do Brasil e pelas polícias do estado. O objetivo foi a retomada do território das mãos dos traficantes de drogas, visando a preparar o terreno para a futura instalação da vigésima oitava Unidade de Polícia Pacificadora (UPP) da cidade.

#### Caso Amarildo em 2013
Amarildo Dias de Souza (Rio de Janeiro, 1965/1966 - Rio de Janeiro, 2013) foi um ajudante de pedreiro brasileiro que ficou conhecido nacionalmente por conta de seu desaparecimento, desde o dia 14 de julho de 2013, após ter sido detido por policiais militares e conduzido da porta de sua casa, na Favela da Rocinha, em direção a sede da Unidade de Polícia Pacificadora do bairro. Seu desaparecimento tornou-se símbolo de casos de abuso de autoridade e violência policial. Os principais suspeitos no desaparecimento de Amarildo eram da própria polícia.

#### Cerco militar em 2017

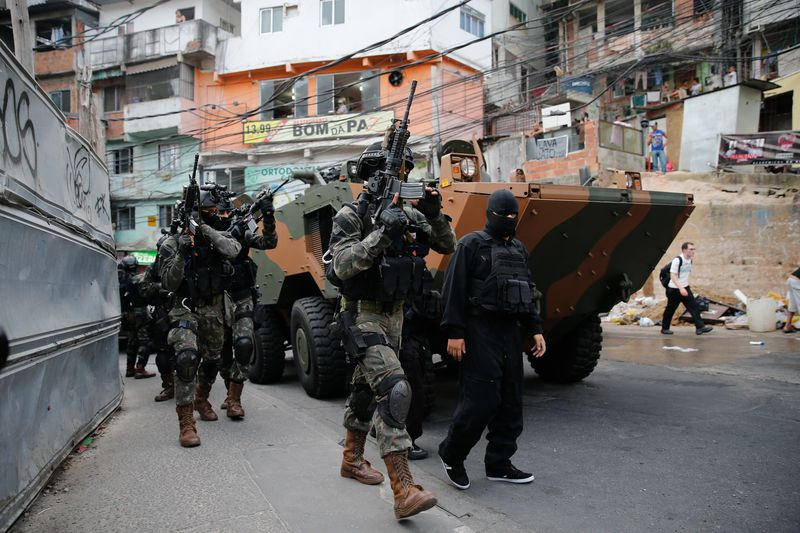
Militares durante operação na Rocinha no dia 22 de setembro de 2017

Em 17 de setembro de 2017, 60 bandidos ligados ao traficante Antônio Francisco Bonfim Lopes, o Nem, invadiram a comunidade e juntaram-se a outros. O objetivo da ação era retomar o domínio dos pontos de venda de drogas sob o comando de Rogério Avelino, o Rogério 157, o então chefe do tráfico na Rocinha. No dia 22 de setembro de 2017, as Forças Armadas realizaram um cerco à comunidade após dias de tiroteios. Para a realização do cerco, foram mobilizados 950 homens do Exército, da Marinha e da Aeronáutica, além de dezenas de blindados e de helicópteros. Outros três batalhões do Exército, que somavam 3 mil homens, ficaram de prontidão caso a situação se agravasse. As Forças Armadas ficaram no entorno da Rocinha em apoio às operações feitas pelas polícias Civil e Militar.
Em 27 de setembro de 2017, o prefeito Marcelo Crivella, em reunião com secretários e com forças policiais, anunciou um conjunto de obras na Rocinha. Segundo Crivella, o financiamento das ações, orçadas em R$ 15 milhões, seria feito com o dinheiro arrecadado pelo município com a renovação do contrato de patrocínio do Itaú ao serviço de aluguel de bicicletas da cidade, o Bike Rio. As ações tiveram início no dia 28 e envolviam, dentre outros serviços: a reforma de quadras esportivas; a substituição de lâmpadas apagadas nos postes; o fechamento de buracos nas casas provocados por tiros; a reabertura da Biblioteca Parque, da Escola de Música da Rocinha e do Centro Lúdica; e a instalação de uma Nave do Conhecimento. No dia 28, o então ministro da Defesa, Raul Jungmann, anunciou a retirada das Forças Armadas da comunidade. No dia seguinte, as tropas que atuaram no cerco à Rocinha deixaram a favela. Ao fim do cerco, foram apreendidos 25 fuzis, 14 granadas, 7 bombas de fabricação caseira e 125 carregadores de armas, enquanto que 24 suspeitos foram presos, nenhum deles considerado chefe do tráfico.

## Subdivisões

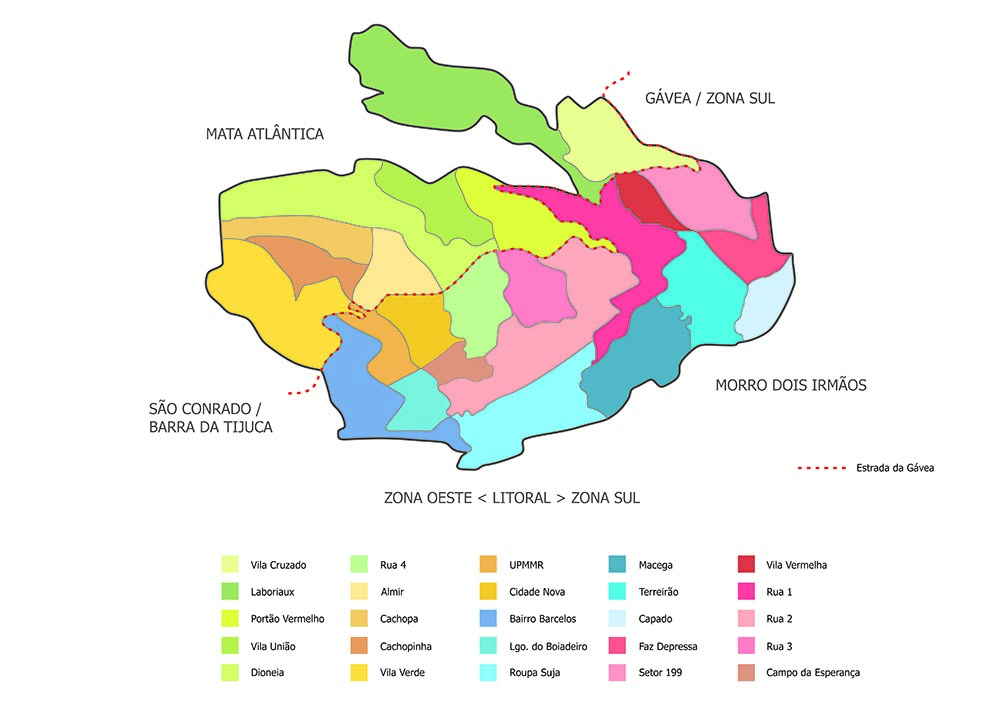
Mapa das localidades da Favela da Rocinha

Atualmente a Rocinha está dividida nas seguintes áreas: Via Ápia, Caminho do Boiadeiro e Bairro Barcelos, Vila Verde e Vila Trampolim, localizadas na parte mais baixa do morro, próximo ao bairro de São Conrado; as áreas 199 e Vila Cruzado, localizadas próximas ao bairro da Gávea; Roupa Suja e Macega, situadas próximas a enorme pedra que separa a Rocinha do Vidigal (localizada em área de risco e dentro do ecolimite); Rua 3 e Rua 4, localizadas na parte central, juntamente com as áreas denominadas Cachopa, Dionéia e Paula Brito; e por fim, Rua 1 e Rua 2, localizadas na parte alta do morro, e ainda acima destas, o Laboriaux.

## Infraestrutura

### Transportes

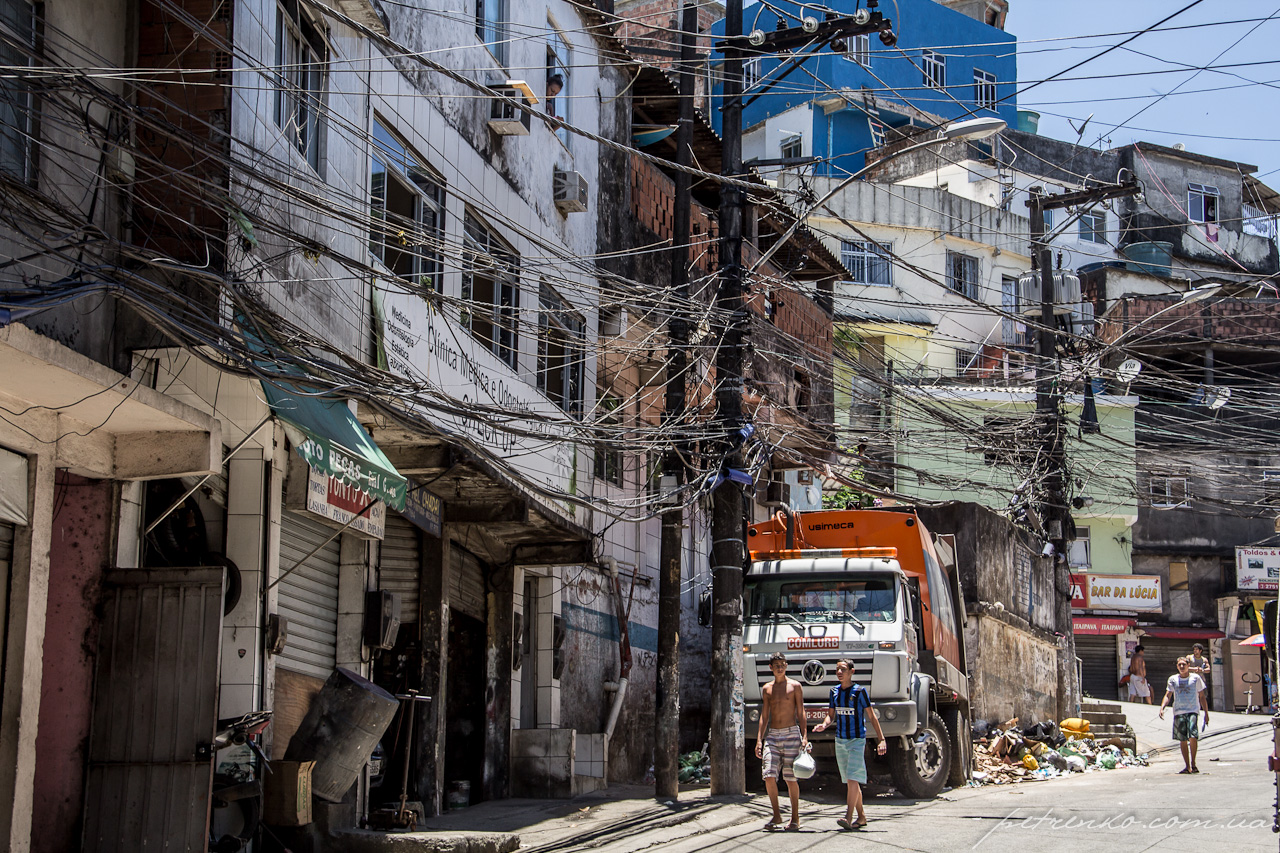
Uma das ruas da favela

A Rocinha é margeada pela Autoestrada Lagoa-Barra, via que liga os bairros da Gávea e da Barra da Tijuca. Pela via, circulam diversas linhas de ônibus e de vans, que permitem que o morador vá para outros pontos da cidade. Já dentro da comunidade, circulam kombis e moto-táxis, que auxiliam no deslocamentos de quem sai e de quem volta para casa. A Estrada da Gávea, que corta a Rocinha, é a principal via no interior da comunidade, tendo início em São Conrado e estendendo-se até a Gávea.[carece de fontes?]
A favela conta com uma estação do Metrô do Rio de Janeiro nas proximidades, a Estação São Conrado, inaugurada em 2016 e que atende a Linha 4. Desde o dia 9 de outubro de 2017, existe uma integração tarifária entre vans legalizadas e o MetrôRio, possibilitando que moradores da Rocinha e do Vidigal paguem um preço mais baixo para utilizar os dois modais de transporte. A integração é feita nas estações Jardim de Alah e São Conrado, enquanto que pelo menos 66 vans, identificadas com uma faixa amarela na lateral, estão autorizadas a fazer a integração com o metrô. O benefício é concedido ao passageiro que possui um cartão RioCard, devendo a integração ser realizada em um intervalo máximo de duas horas e meia. Atualmente, a tarifa de integração é de R$ 5,55.

#### Passarela
A Passarela da Rocinha é uma passarela de pedestres situada no bairro da Rocinha, na Zona Sul da cidade do Rio de Janeiro. Cruza a Autoestrada Lagoa-Barra, ligando a favela à Vila Olímpica da Rocinha. Foi projetada pelo arquiteto Oscar Niemeyer. Foi inaugurada no dia 27 de junho de 2010, em cerimônia que contou com a presença do governador Sérgio Cabral, do vice-governador Luiz Fernando Pezão e do então candidato a vice-presidente Michel Temer. A passarela foi feita no âmbito do Programa de Aceleração do Crescimento (PAC), que tinha como objetivo impulsionar o crescimento econômico do Brasil.

### Complexo esportivo

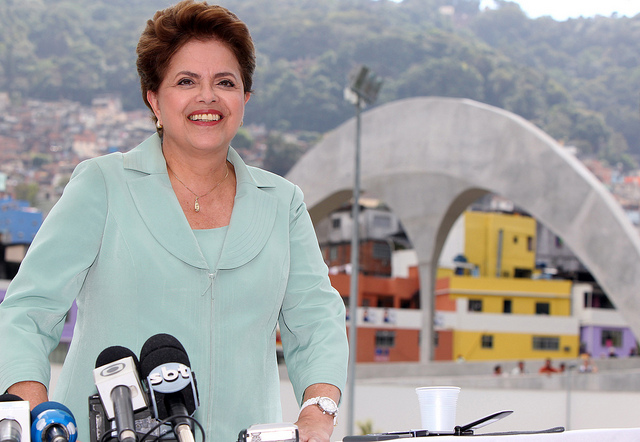
Dilma Rousseff no Complexo Esportivo da Rocinha em 2010

Em março de 2010, o complexo esportivo foi inaugurado após um investimento de cerca de 40 milhões de reais do governo federal na construção de duas piscinas, quadras de esporte, campo de futebol, escola de surfe, pista de skate, academia de boxe e vestiário. Em 2023, a empresa Hurb (antigo Hotel Urbano) revitalizou uma quadra esportiva com piso certificado pela Federação Internacional de Basquete (FIBA). A ação foi parte de uma corrida beneficente onde o valor das inscrições seria convertido em cestas básicas.

### Centro de saúde
Em março de 2010, foi inaugurado um centro de saúde com consultórios para várias especialidades e capacidade para 450 atendimentos por dia. O complexo de saúde teve um investimento de 15,6 milhões de reais do governo federal e incluiu uma Unidade de Pronto Atendimento, um Centro de Atenção Psicossocial, centro de radiologia, laboratório e 11 equipes do Programa Saúde da Família, além de refeitório para os profissionais.

## Cultura

### Biblioteca Parque

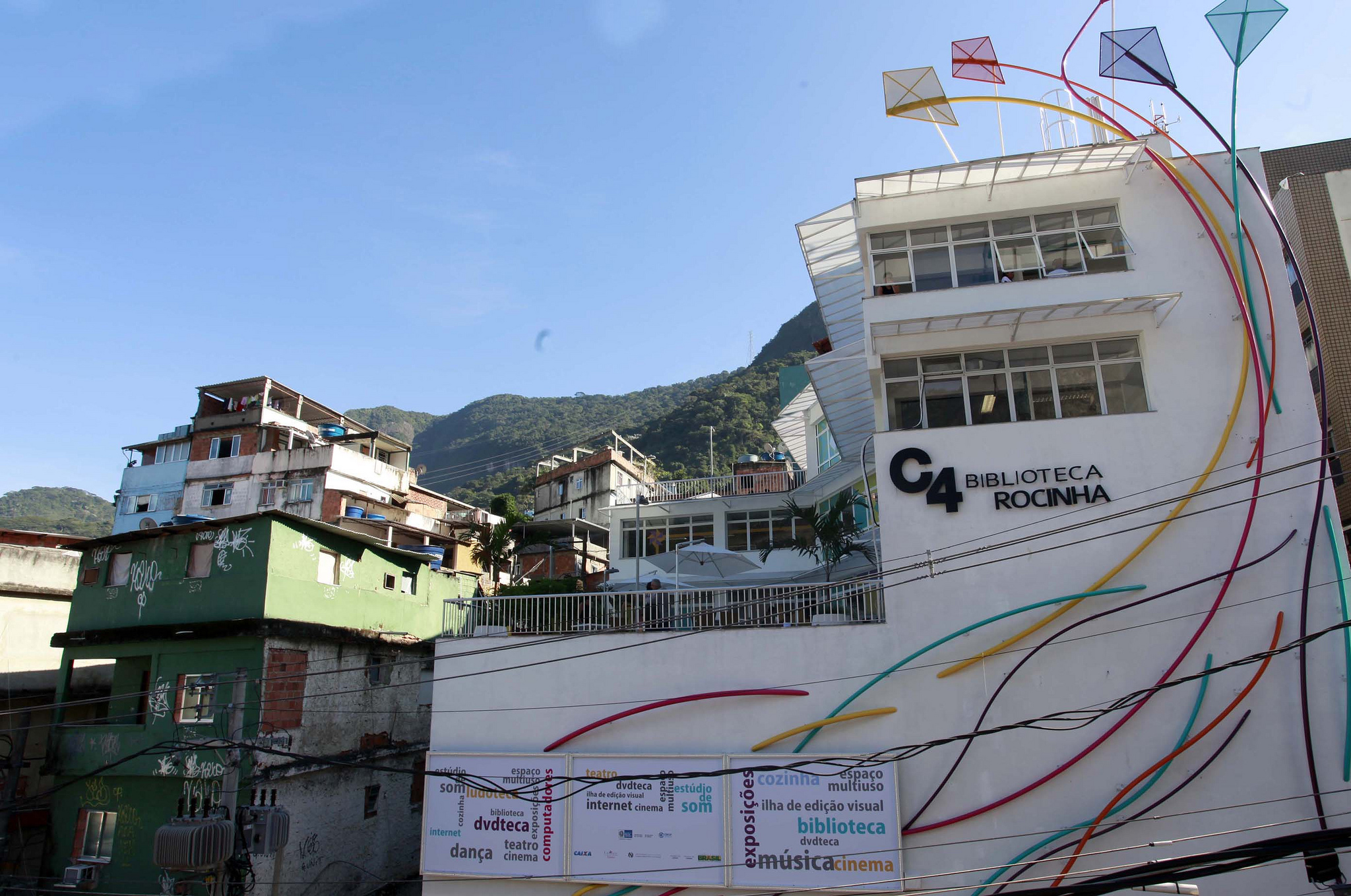
Exterior da Biblioteca Parque da Rocinha - C4, no Rio de Janeiro

A Biblioteca Parque da Rocinha foi criada em 2012 e possui um acervo de cerca de 15 mil livros, além de dois mil dvds. O edifício que abriga a sede da instituição tem cinco andares e uma área total de 1,6 mil metros quadrados, sendo que também conta com dvdteca, cineteatro, sala multiuso para cursos, estúdio de gravação e edição audiovisual, internet comunitária (com 48 computadores e 12 notebooks), cozinha-escola e café-literário.